# ラブライブ! μ's Final LoveLive!〜μ'sic Forever♪♪♪♪♪♪♪♪♪〜
『ラブライブ! μ's Final LoveLive!〜μ'sic Forever♪♪♪♪♪♪♪♪♪〜』（ラブライブ ミューズ　ファイナルー ラブライブ ミュージック フォーエバー）は、2016年9月28日に発売されたμ'sの映像作品。2016年3月31日・4月1日に東京ドームにて行われた「ラブライブ! μ's Final LoveLive!〜μ'sic Forever♪♪♪♪♪♪♪♪♪〜」の模様を収録。

## 概要
μ'sにとって5枚目の映像作品。3月31日、東京ドームでBlu-rayとDVDでの発売決定が発表された。
また同日、Solo Live!シリーズCDの第3弾とComplete Best BOXも発表された。
これら3点で「μ's Memorial Items」と称されている。
3月31日分のみを収録した「Day 1」と、4月1日分のみを収録した「Day 2」がDVDとBlu-rayで発売するほか、Blu-rayのみを両日分を収録した「Blu-ray Memorial BOX」が発売される。
8月27日にオープニングムービーやアンコールムービー、 μ’s Chronicleの収録と、Memorial BOXの外箱の描き下ろし絵柄が明らかになった。
Memorial BOXには、描き下ろし三方背BOXや、店舗別でキャストのブロマイドや、そのキャストが演じているキャラクターのブロマイドホルダーが特典としてついてきた。また、このライブのキービジュアルのステッカーも特典だった。
2017年、「第9回 DEGジャパン・アワード/ブルーレイ大賞」のユーザー大賞を受賞した。
ライブビューイングを含めた観客動員数は約26万人と公表されている。

### その他
- 本公演の開催日である4月1日には元々、プロ野球の北海道日本ハムファイターズの公式戦の予定が組まれており、2015年オフシーズン中の次季日程調整にて本公演と重なることが判明したが、後に静岡県副知事が球団事務所を訪れて直接開催要望があったため、検討した結果球場が東京ドームから静岡県草薙総合運動場硬式野球場に変更されたという。このことからμ'sはプロ野球の試合を動かしたとして話題になった。

- チケットは前回と異なり、ライブビューイングのみ抽選と一般の両方で販売されたが、前回を遥かに上回る購入希望者がいたせいかアリーナ最前列など良席のチケットにはネットオークションにて20万円もの値がついたという。（当時はチケットの転売を規制する法律が存在していなかったため)
- このライブを木谷高明（当時ブシロード社長）の招待で馳浩文部科学大臣（当時）が鑑賞していたことが後に明らかになった[5]。

## チャート成績
9月27日付のオリコンBD総合デイリーランキングで「Memorial BOX」が1位にランクイン。翌日9月28日付でも首位をまもり、さらにDVD総合デイリーランキングで「Day 2」が1位にランクイン。ラブライブの映像作品としては初のBD・DVD同時1位獲得となった。その後は1日早く発売されてした後継作『ラブライブ!サンシャイン!!』の第1巻とめまぐるしく首位が入れ替わり、9月28日付以降はラブライブによる1・2位独占を維持し続けた。
10月10日付のオリコン週間ランキングでは、音楽BD週間ランキングで「Memorial BOX」が初動7.1万枚を売り上げ1位にランクイン。2015年発売の『ラブライブ! μ's Go→Go! LoveLive! 2015 〜Dream Sensation!〜』以来2作ぶりとなる週間1位獲得とともに、自身の持つアニメ関連音楽作品の歴代最高売り上げを大幅に更新した。また、『ラブライブ! サンシャイン!!』も週間2位にランクインしたため、ラブライブ作品が初の1・2位独占を果たした。同一シリーズのアニメ映像作品の週間1・2位独占は『アナと雪の女王』が2016年7月28日付で記録して以来、2年ぶりの快挙となった。
さらに、「Day 2」が音楽DVD週間ランキングで初動0.6万枚を売り上げ1位を獲得。『ラブライブ! μ's →NEXT LoveLive! 2014 〜ENDLESS PARADE〜』以来2年ぶりの週間1位獲得となった。
翌週の10月17日付のオリコン音楽BD週間ランキングで「Memorial BOX」が0.4万枚を売り上げ2週連続の1位を獲得。自身初の2週連続1位獲得とともに、乃木坂46の『乃木坂46 3rd YEAR BIRTHDAY LIVE 2015.2.22 SEIBU DOME』(累計7.3万枚)を上回り、2016年にリリースされた女性アーティストの映像作品として最も高い売り上げとなった。

## 収録曲 (Day1)
Disc1
1. オープニング
2. 僕らのLIVE 君とのLIFE
  - 歌：μ's

3. 僕らは今のなかで
  - 歌：μ's

4. MC1
5. 夏色えがおで1,2,Jump!
  - 歌：μ's

6. Wonderful Rush
  - 歌：μ's

7. 友情ノーチェンジ
  - 歌：μ's

8. もぎゅっと“love”で接近中!
  - 歌：μ's

9. baby maybe 恋のボタン
  - 歌：μ's

10. Music S.T.A.R.T!!
  - 歌：μ's

11. MC2
12. ユメノトビラ
  - 歌：μ's

13. ススメ→トゥモロウ
  - 歌：高坂穂乃果（CV:新田恵海）、南ことり（CV:内田彩）、園田海未（CV:三森すずこ）

14. Wonder zone
  - 歌：μ's

15. これからのSomeday
  - 歌：μ's

16. Love wing bell
  - 歌：μ's

17. MC3
18. Dancing stars on me!
  - 歌：μ's

19. Happy maker!
  - 歌：μ's

Disc2
1. WAO-WAO Powerful day!
  - 歌：Printemps

2. MC＜Printemps＞
3. NO EXIT ORION
  - 歌：Printemps

4. sweet&sweet holiday
  - 歌：Printemps

5. 思い出以上になりたくて
  - 歌：lily white

6. ふたりハピネス
  - 歌：lily white

7. MC＜lily white＞
8. 春情ロマンティック
  - 歌：lily white

9. Cutie Panther
  - 歌：BiBi

10. PSYCHIC FIRE
  - 歌：BiBi

11. MC＜BiBi＞
12. 錯覚CROSSROADS
  - 歌：BiBi

13. Angelic Angel
  - 歌：μ's

14. MC4
15. 輝夜の城で踊りたい
  - 歌：μ's

16. だってだって噫無情
  - 歌：μ's

17. Hello,星を数えて
  - 歌：星空凛（CV:飯田里穂）・西木野真姫（CV:Pile）・小泉花陽（CV:久保ユリカ）

18. ？←HEARTBEAT
  - 歌：絢瀬絵里（CV:南條愛乃）・東條希（CV:楠田亜衣奈）・矢澤にこ（CV:徳井青空）

19. Future style
  - 歌：高坂穂乃果（CV:新田恵海）、南ことり（CV:内田彩）、園田海未（CV:三森すずこ）

Disc3
1. それは僕たちの奇跡
  - 歌：μ's

2. MC5
3. ミはμ'sicのミ
  - 歌：μ's

4. Super LOVE=Super LIVE!
  - 歌：μ's

5. No brand girls
  - 歌：μ's

6. KiRa-KiRa Sensation!
  - 歌：μ's

7. MC6
8. SUNNY DAY SONG
  - 歌：μ's

9. ENCORE
10. START:DASH!!
  - 歌：μ's

11. Snow halation
  - 歌：μ's

12. MC7
13. Oh,Love&Peace!
  - 歌：μ's

14. きっと青春が聞こえる
  - 歌：μ's

15. MC8
16. MOMENT RING
  - 歌：μ's

17. W-ENCORE
18. 僕たちはひとつの光
  - 歌：μ's

19. Finale

特典映像
1. オープニングアニメーション0331
2. μ’s Chronicle 〜Part.1〜
3. μ’s Chronicle 〜Part.2〜
4. μ’s Chronicle 〜Part.3〜
5. μ’s Chronicle 〜Part.4〜
6. μ’s Chronicle 〜Part.5〜
7. μ’s Chronicle 〜Epilogue〜
8. Encore Movie
9. W-Encore Movie

## 収録曲 (Day2)
Disc1
1. オープニング
2. 僕らのLIVE 君とのLIFE
  - 歌：μ's

3. 僕らは今のなかで
  - 歌：μ's

4. MC1
5. 夏色えがおで1,2,Jump!
  - 歌：μ's

6. Wonderful Rush
  - 歌：μ's

7. 友情ノーチェンジ
  - 歌：μ's

8. もぎゅっと”love”で接近中！
  - 歌：μ's

9. baby maybe 恋のボタン
  - 歌：μ's

10. Music S.T.A.R.T!!
  - 歌：μ's

11. MC2
12. ユメノトビラ
  - 歌：μ's

13. ススメ→トゥモロウ
  - 歌：高坂穂乃果（CV:新田恵海）、南ことり（CV:内田彩）、園田海未（CV:三森すずこ）

14. Wonder zone
  - 歌：μ's

15. これからのSomeday
16. Love wing bell
  - 歌：μ's

17. MC3
18. Dancing stars on me!
  - 歌：μ's

19. Happy maker!
  - 歌：μ's

Disc2
1. WAO-WAO Powerful day!
  - 歌：Printemps

2. MC＜Printemps＞
3. NO EXIT ORION
  - 歌：Printemps

4. sweet&sweet holiday
  - 歌：Printemps

5. 思い出以上になりたくて
  - 歌：lily white

6. ふたりハピネス
  - 歌：lily white

7. MC＜lily white＞
8. 春情ロマンティック
  - 歌：lily white

9. Cutie Panther
  - 歌：BiBi

10. PSYCHIC FIRE
  - 歌：BiBi

11. MC＜BiBi＞
12. 錯覚CROSSROADS
  - 歌：BiBi

13. Angelic Angel
  - 歌：μ's

14. MC4
15. 輝夜の城で踊りたい
  - 歌：μ's

16. だってだって噫無情
  - 歌：μ's

17. Hello,星を数えて
  - 歌：星空凛（CV:飯田里穂）・西木野真姫（CV:Pile）・小泉花陽（CV:久保ユリカ）

18. ？←HEARTBEAT
  - 歌：絢瀬絵里（CV:南條愛乃）・東條希（CV:楠田亜衣奈）・矢澤にこ（CV:徳井青空）

19. Future style
  - 歌：高坂穂乃果（CV:新田恵海）、南ことり（CV:内田彩）、園田海未（CV:三森すずこ）

Disc3
1. それは僕たちの奇跡
  - 歌：μ's

2. MC5
3. ミはμ’sicのミ
  - 歌：μ's

4. Super LOVE=Super LIVE!
  - 歌：μ's

5. No brand girls
  - 歌：μ's

6. KiRa-KiRa Sensation!
  - 歌：μ's

7. MC6
8. SUNNY DAY SONG
  - 歌：μ's

9. ENCORE
10. START:DASH!!
  - 歌：μ's

11. Snow halation
  - 歌：μ's

12. Oh,Love&Peace!
  - 歌：μ's

13. どんなときもずっと
  - 歌：μ's

14. MC7
15. MOMENT RING
  - 歌：μ's

16. W-ENCORE
17. 僕たちはひとつの光
  - 歌：μ's

18. Grand Finale

特典映像
1. オープニングアニメーション0401
2. μ’s Chronicle 〜Part.1〜
3. μ’s Chronicle 〜Part.2〜
4. μ’s Chronicle 〜Part.3〜
5. μ’s Chronicle 〜Part.4〜
6. μ’s Chronicle 〜Part.5〜
7. μ’s Chronicle 〜Epilogue〜
8. Encore Movie
9. W-Encore Movie